# Pericelis cata
Pericelis cata är en plattmaskart. Pericelis cata ingår i släktet Pericelis och familjen Pericelidae. Inga underarter finns listade i Catalogue of Life.